# Giovanna Sorbi
Giovanna Sorbi (Brescia, 17 febbraio 1959 – Brescia, 12 febbraio 2018) è stata una direttrice d'orchestra, pianista e compositrice italiana.

## Biografia
Inizia lo studio del pianoforte e si diploma presso il Conservatorio di Brescia nel 1980. Prosegue lo studio di organo, composizione e musica corale, diplomandosi in direzione di coro al Conservatorio di Bologna nel 1984.
Conclusi gli studi musicali (Diploma di pianoforte e composizione), si è poi perfezionata con Adone Zecchi per la direzione di coro e con Michele Marvulli per la musica da camera; ha collaborato alle stagioni liriche ufficiali del Circuito Lirico Lombardo (Brescia, Bergamo, Pavia, Cremona, Como) nel 1990, 1991 e 1992.
Nel 1990 vince il Concorso Internazionale di Treviso e partecipa all'allestimento de “Le nozze di Figaro” di W.A.Mozart  collaborando con Peter Maag.
Ha vinto vari concorsi nazionali a cattedre fra i quali la cattedra di "Teoria e percezione musicale" al Conservatorio Giuseppe Verdi di Milano, dove insegna dal 1996.
Nel corso della sua attività artistica ha diretto importanti prime operistiche in tempi moderni, quali l'oratorio  di Benedetto Marcello (1686-1739) Joaz, azione sacra in due parti, eseguito l'unica volta a Vienna nell'anno 1726, su libretto di Apostolo Zeno. 
Ha registrato per le reti Mediaset il Concerto di Capodanno edizione 2004 trasmesso da Retequattro nel 2005 e nello stesso anno ha trascritto e adattato l'opera di Giuseppe Verdi  “La traviata” per organico orchestrale ridotto, dirigendo l'allestimento completo per l'inaugurazione del Teatro Sociale di Montichiari. Come compositrice ha scritto le musiche di scena dello spettacolo “Faust” di Edoardo Sanguineti messo in scena dal Teatro Stabile la Loggetta di Brescia nella stagione 1984.
Ha fondato nel 1987 il Coro Lirico Città di Brescia, con il quale ha tenuto una ricca attività concertistica in Italia e all'estero (oltre duecento le esibizioni) fino al 1999, anno nel quale si è dedicata completamente alla direzione d'orchestra. 
Con il marito, il giornalista del Giornale di Brescia Massimo Cortesi, ha dato vita all’Associazione Culturale Sinergica, che dal 2000 organizza il Festival di musica sacra di Brescia (dieci edizioni e 104 concerti ad ingresso libero nelle chiese di Brescia e provincia, con l’esecuzione di opere come Messa di Requiem di Verdi e Mozart, il Deutsche Requiem di Brahams, La messa dell’incoronazione di Mozart, ecc.) e poi la rassegna “Opera d’estate”, allestimenti operistici a favore della 'Fondazione Nikolajewka di Brescia e, dal 2003, il Concerto di Capodanno al Teatro Grandedi Brescia, a favore del Centro per la sclerosi multipla degli Spedali Civili di Brescia prima e della Fondazione Nikolajewka poi.
Ha organizzato e diretto in allestimento completo Aida, Barbiere di Siviglia, Tosca, Trovatore, La traviata, Boheme, L’Elisir d’amore, Il paese dei campanelli, La serva padrona in location come il Chiostro di San Salvatore a Brescia, la piazzetta di Cisano del Garda, il Castello di Padernello, Piazza della Loggia e la Cattedrale di Strasburgo.
Ha inaugurato la stagione ufficiale de “Il Vittoriale” di Gardone Riviera nel 2001 dirigendo la Messa di requiem di Giuseppe Verdi e nel 2002 la Nona Sinfonia di Ludwig van Beethoven.
Nell'estate 2003 ha diretto a Brescia, in Piazza della Loggia, Il paese dei campanelli di Lombardo e Ranzato nella versione per grande orchestra (prima esecuzione assoluta in Italia).
Dirige dalla fondazione la Brixia Symphony Orchestra, organismo sinfonico con il quale opera principalmente in Lombardia e in Italia. Nel 2002 ha creato con Massimo Cortesi l’Associazione Culturale Brixia Symphony Orchestra, che ha inglobato l’Associazione Sinergica.
Nell'ottobre 2009 ha partecipato alla Notte internazionale della cultura di Brescia con l'evento LightMozart in contemporanea con Parigi e altre capitali europee.
Ha dato vita al Festival Suoni e sapori del Garda che nel 2017 è giunto alla nona edizione e ha prodotto una ventina di concerti in dodici Comuni del Lago di Garda in collaborazione con la Comunità del Garda bresciana e la Strada dei vini del Garda.
D'intesa con gli eredi del grande tenore italiano Giacinto Prandelli, scomparso nel 2010,  ha dato vita nel 2011 al Concorso Lirico Internazionale Giacinto Prandelli, la cui finale si è tenuta ogni anno in febbraio al Teatro Grande di Brescia ed a cui ogni anno hanno partecipato circa cento giovani cantanti lirici di tutto il mondo.
Nel 2007 il Rotary Club Vittoria Alata di Brescia le ha conferito l'onorificenza “Paul Harris” per il suo impegno a favore del sociale.
Nell'agosto del 2023 il Comune di San Felice del Benaco ha dedicato una targa, posizionata nella frazione di Cisano, a Giovanna Sorbi.

## Discografia
Masi
Civiltà Veneta
Benedetto Marcello “Espressioni delle Venezie”
Collezione, vol. 3 2001
SIAE CD PR 402 . P 2001 Telma s.r.l. Milano

## Estratti critici
Intervista di Alessio Brunialti su Il Giornale di Vittorio Feltri, 3 gennaio 2009
Per le donne il podio è fatica tripla.